# Malîi Bobrîk, Krasnopillea
Malîi Bobrîk (în ucraineană Малий Бобрик) este un sat în comuna Velîkîi Bobrîk din raionul Krasnopillea, regiunea Sumî, Ucraina.

## Demografie
Componența lingvistică a localității Malîi Bobrîk
     Ucraineană (97,8%)
     Rusă (2,2%)
Conform recensământului din 2001, majoritatea populației localității Malîi Bobrîk era vorbitoare de ucraineană (97,8%), existând în minoritate și vorbitori de rusă (2,2%).